# Helga Pankratz
Helga Pankratz (* 6. Februar 1959 in Wiener Neustadt; † 27. Jänner 2014 in Wien) war eine österreichische freie Autorin im alternativen und feministischen Verlags- und Zeitschriftenwesen sowie Kabarettistin und Aktivistin der Lesben- und Schwulenbewegung.

## Leben
Helga Pankratz wuchs in Wiener Neustadt auf und ging nach der Matura (1977) nach Wien, um hier zunächst Sprachen, dann Psychologie zu studieren. Beide Studien blieben ohne Abschluss.
Helga Pankratz schrieb vor allem Gedichte, Kurzprosa und Essays, die in zahlreichen Literaturzeitschriften und Anthologien im ganzen deutschen Sprachraum und in vier eigenen Büchern veröffentlicht wurden. Ein Buch und Gedichte von ihr wurden ins Slowenische übersetzt. Weiters schrieb sie Liedertexte sowie Kommentare und Rezensionen und war Redakteurin bei den Zeitschriften an.schläge, LAMBDA-Nachrichten und Morgenschtean. In den 1990er Jahren schrieb und spielte sie Frauenkabarett. Für ihre Arbeit erhielt sie mehrere Literaturpreise.
Sie war Mitglied des Internationalen Dialektinstitut (IDI)s, Generalsekretärin des Vereins Österreichische Dialektautoren und -archive (Ö.D.A.) sowie Vorstandsmitglied der ARGE Region Kultur und der Initiative Minderheiten.
1981 war sie Mitbegründerin der Lesbengruppe und 1983 der schwul-lesbischen Jugendgruppe im Verein Homosexuelle Initiative (HOSI) Wien, 2001 rief sie dessen Schulbesuchsprojekt „Peerconnexion“ ins Leben. Von März 2001 bis März 2004 war sie auch Obfrau des Vereins. 1995 nahm sie als Turniertänzerin des lesbischen Frauen-Tanzklubs Resis.danse an den EuroGames in Frankfurt teil und lernte 1998 anlässlich der Gay Games in Amsterdam vereinzelte österreichische Athleten kennen. Sie ergriff die Initiative, startete die Vernetzung der homosexuellen Sportler, berichtete immer wieder in den LAMBDA-Nachrichten und war somit eine Wegbereiterin des homosexuellen Sports in Österreich.
In ihren letzten Lebensjahren erkrankte Helga Pankratz an Lungenkrebs und starb am 27. Jänner 2014 im Alter von 54 Jahren an den Folgen der Krankheit.

## Auszeichnungen
- 2000 Gay And Lesbian Award (G.A.L.A.) der HOSI Linz für besondere Verdienste um die rechtliche und gesellschaftliche Gleichstellung von Lesben und Schwulen in Österreich.[4]
- 2011 Kulturpreis der Stadt Wiener Neustadt für Literatur
- 2022 wurde der Strobachplatz im 5. Wiener Bezirk in Helga-Pankratz-Platz umbenannt.[8]